# Adventi naptár

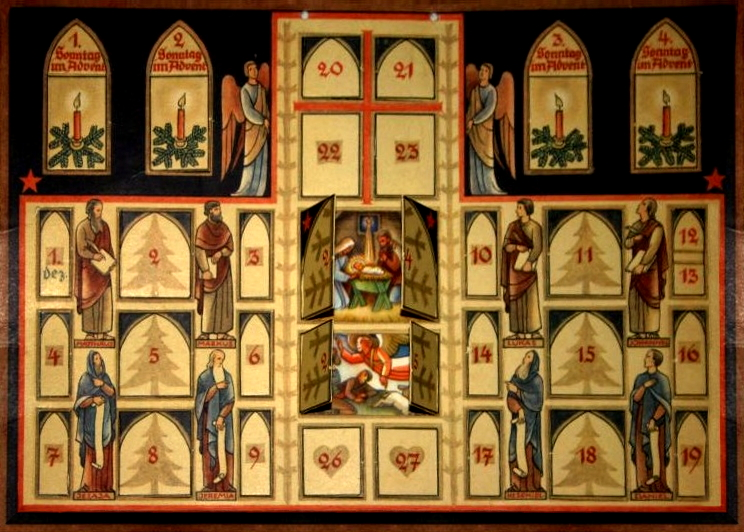
Egy adventi naptár

Az adventi naptár (vagy adventi kalendárium) a karácsonyi időszakhoz kapcsolódó, német eredetű eszköz, amelyet december 1-étől 24-éig használnak. Általában egy díszes tábla vagy doboz, amely 24 rekeszt (vagy ablakot, fiókot) tartalmaz, amelyekben kis meglepetések vannak, és közülük minden napon egy nyitható ki. Az adventi koszorúhoz hasonlóan az ünnepi várakozást jelképezi. Bár eredetileg vallásos szimbólum volt, manapság főként dekoratív, szórakoztató célra készül.

## Kinézete
Leggyakoribb formája egy kartontábla 24 (esetleg 25) rekesszel, amelyek közül mindegyik egy napot jelképez december 1-e és 24-e (vagy 25-e) között. Bár advent első vasárnapja nem feltétlenül esik december 1-ére, a legtöbb kalendárium ezzel a dátummal kezdődik, hogy a következő években is felhasználható vagy újranyomtatható legyen. A rekeszek hagyományosan bibliai idézeteket vagy képeket tartalmaztak; manapság csokoládét, játékszereket, egyéb kisebb meglepetéseket. Számos cég promóciós adventi naptárokat ad ki a saját termékeivel.
Anyaga a kartonon kívül lehet fa vagy textil. Skandináv eredetű változatánál a 24 napot zsinórra fűzött textilzsákok jelképezik. Léteznek szabadtéri kalendáriumok is, különösen ahol karácsonyi vásárok is vannak; egyes esetekben épületeket díszítenek fel ilyen célra. A Guinness Rekordok Könyve szerint a legnagyobb, hét méter magas adventi naptárat 2007-ben állítoták a St Pancras pályaudvaron.

## Eredete
A 19. században német protestáns családok krétacsíkok felrajzolásával vagy gyertyák gyújtásával számolták a karácsonyig hátralevő napokat. Ünnepi várakozást jelképező képes naptárat legelőször Elise Averdieck német írónő 1851-es Kinderleben II gyerekkönyve írt le: „Minden este egy új kép kerül a tapétára, és a gyerekek tudják, hogy amikor mind a huszonnégy kép ott lóg a tapétán, akkor itt a karácsony”. Megtalálható Thomas Mann A Buddenbrook ház regényében is, ahol egy 1869-ben játszódó fejezet egy „leszakítós naptárat” említ, amellyel a gyermek a karácsonyig hátralevő napokat számolta.
Az 1900-as évek elején többféle nyomtatott naptár is megjelent, de a maihoz hasonló adventi kalendárium feltalálójaként Gerhard Langot szokták említeni, aki 1903-ban készítette el és 1908-tól kezdte kiadni a Richard Ernst Kepler által illusztrált naptárt. Ez egy táblából állt, amelyre huszonnégy kis, kivágott képet lehetett felragasztani, minden nap egyet (ezt akkoriban még „müncheni karácsonyi naptárnak” nevezték). Az ajtós kalendárium az 1920-as években jelent meg, szintén Lang jóvoltából, és az elkövetkező években más kiadók is nyomtattak ilyeneket. A második világháború előestéjén azonban a papírhiány és az ideológiai korlátozások miatt Lang felhagyott a naptárak gyártásával.
A háború után ismét megjelentek és az adventi naptárak, a tömeggyártással és az 1950-es évek gazdasági fellendülésével pedig megfizethetővé váltak, és hamarosan Németországon kívül is elterjedtek. Ekkor jelent meg a ma is népszerű ajtós-rekeszes, meglepetéseket (csokoládé, játék) tartalmazó változat; maga a kalendárium pedig szekularizálódott, nagyrészt elveszítve vallásos jelentését és motívumait.

## Képek

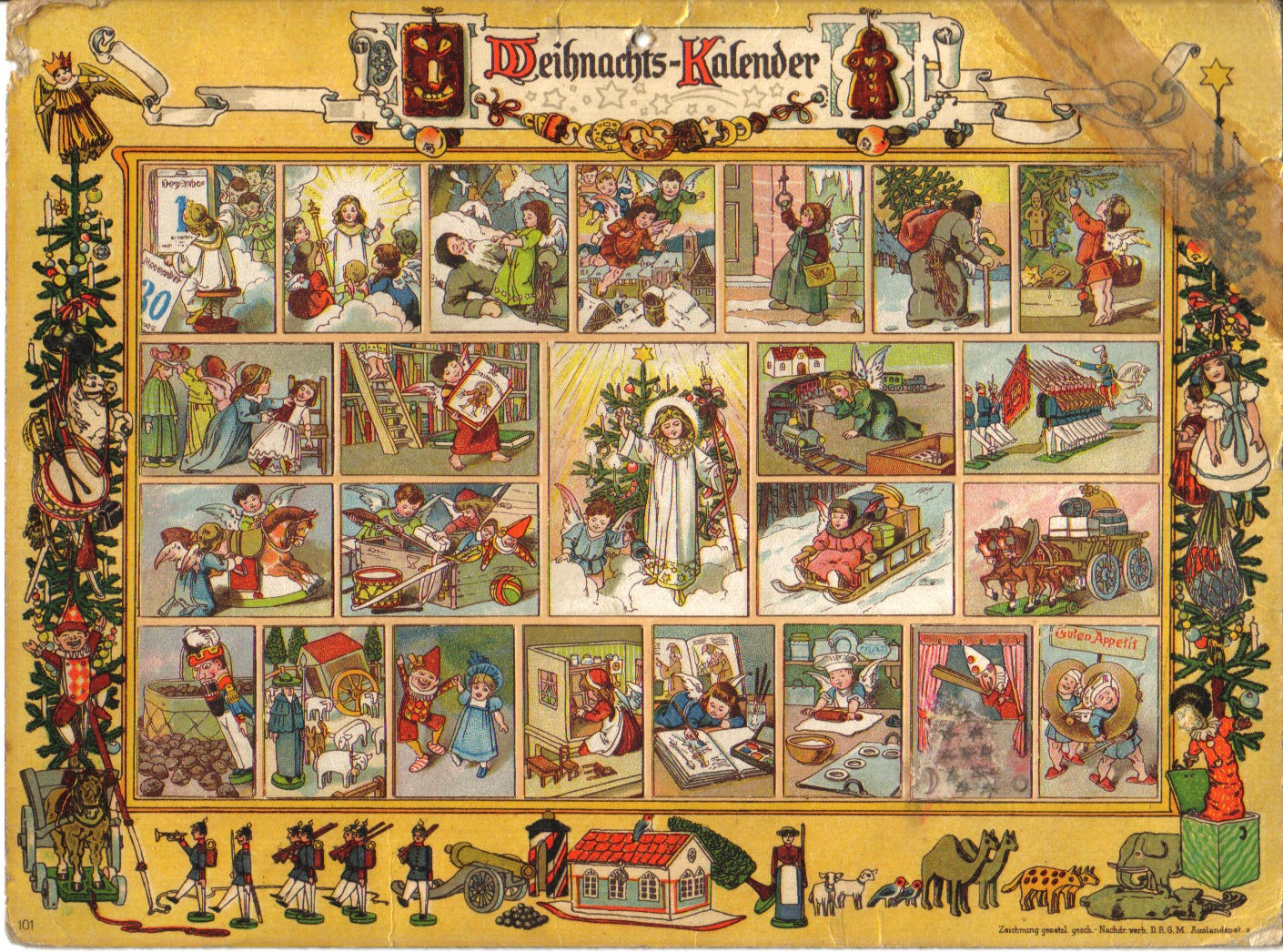
Lang és Kepler 1903-as naptára
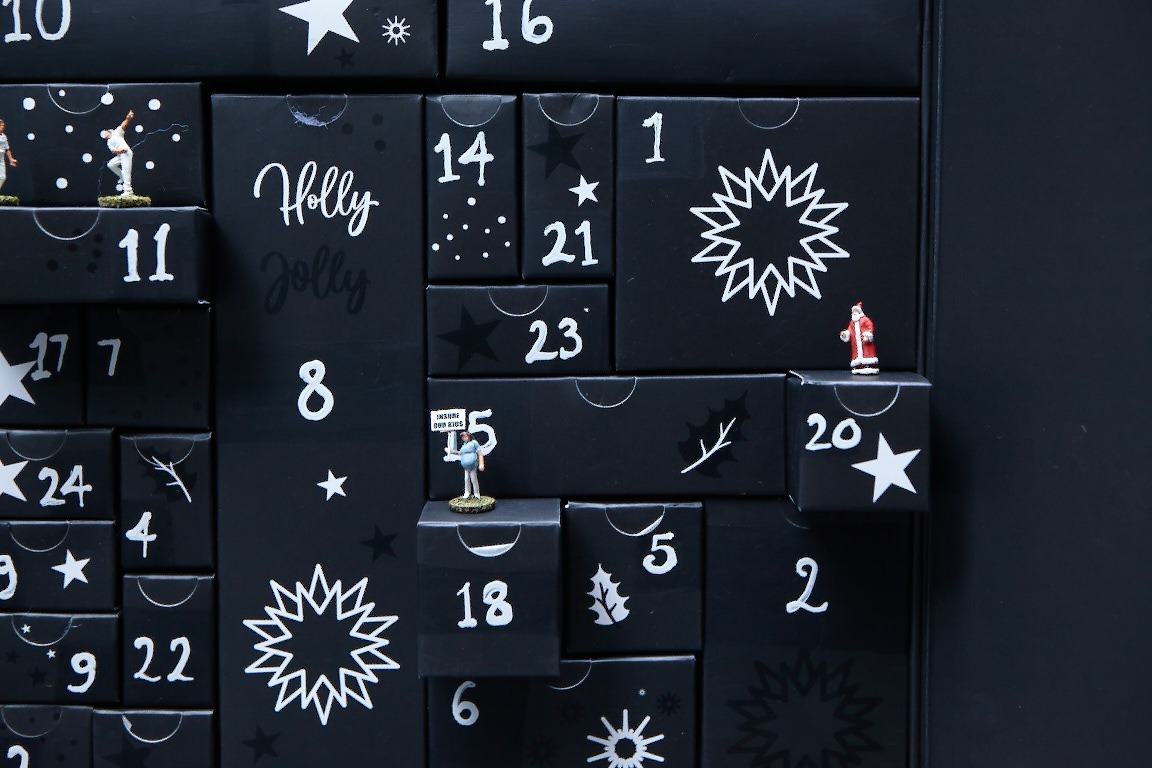
Fiókos naptár
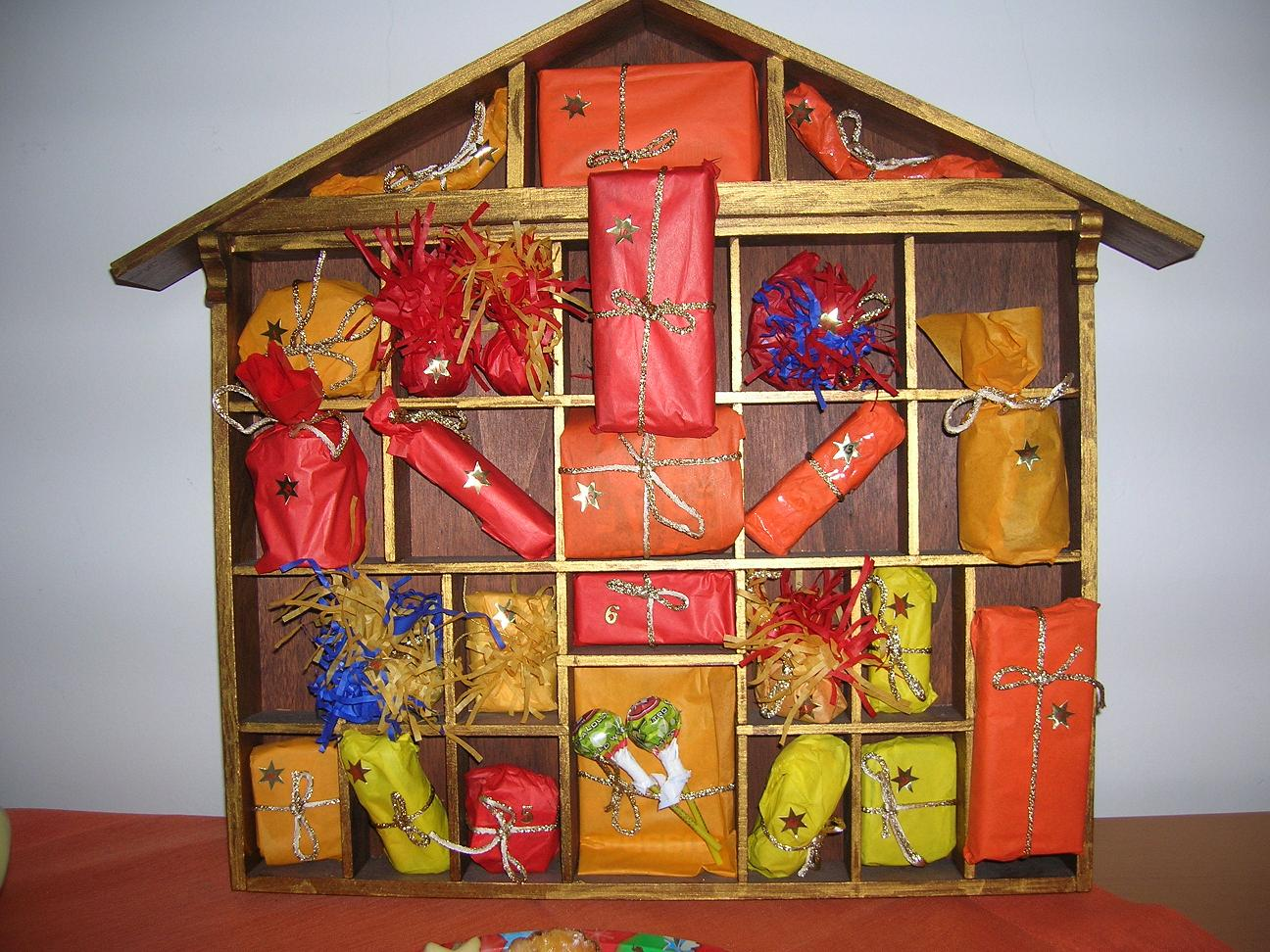
Artizanál naptár
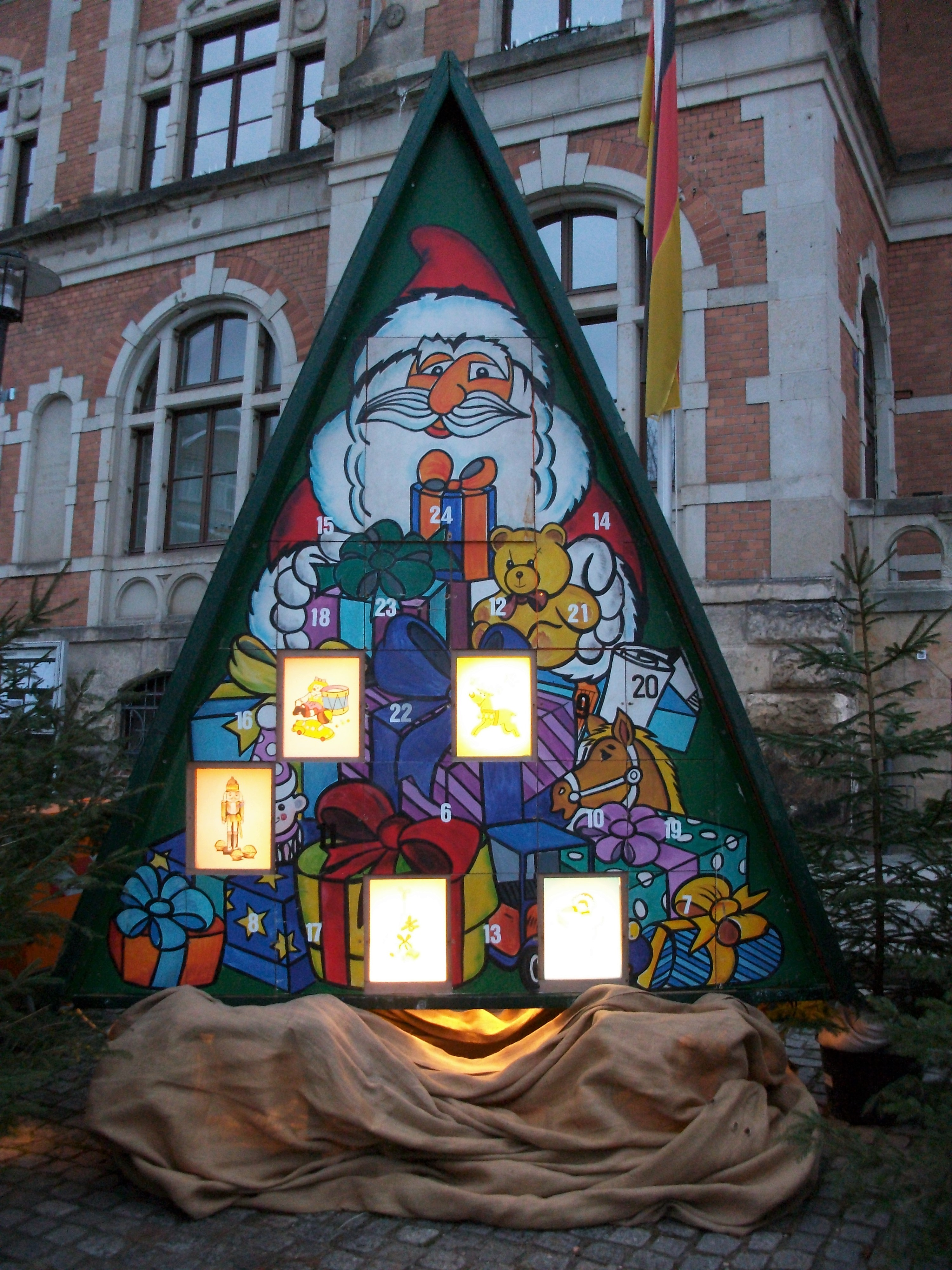
Szabadtéri naptár